# Cástico
Cástico (fl. siglo I a. C.; en latín, Casticus) era un noble de la tribu gala de los sécuanos en la Galia oriental. Su padre, Catamantaloedes, había sido previamente el gobernante de la tribu y había sido reconocido como «amigo» por el Senado romano.
Hacia el año 60 a. C., Cástico entró en una conspiración con Orgétorix de los helvecios y Dúmnorix de los heduos para hacerse con el control de sus tribus respectivas y entre ellos gobernar la Galia. La conspiración fue descubierta y detenida por los helvecios.